# Karachardaš
Kara-chardaš byl babylónský král v roce 1333 př. n. l. Byl synem krále  Burna-Buriaše II., po jehož smrti se ujal vlády. Vzápětí se stal ale obětí kassitského spiknutí a byl zavražděn. Spiklenci na jeho místo dosadili krále Nazibugaše.
| Králové Babylonu             | Králové Babylonu           | Králové Babylonu    |
| ---------------------------- | -------------------------- | ------------------- |
| Předchůdce: Burna-Buriaš II. | 1333 př. n. l. Karachardaš | Nástupce: Nazibugaš |